# Fight or Flight (Emily Osment)
Fight or Flight è l'album di debutto della cantante statunitense Emily Osment.

## Tracce
1. Lovesick
2. Get Yer Yah-Yah's Out
3. 1-800 Clap Your Hands (The Water Is Rising)
4. Marisol
5. The Cycle
6. All The Boys Want
7. Double Talk
8. Truth or Dare
9. Let's Be Friends
10. You Get Me Trought
11. Gotta Believe In Something

iTunes bonus track:
- The Game (The Cycle Acoustic Version)

## Singoli
Il primo singolo estratto dall'album è Let's Be Friends, pubblicato l'8 giugno 2010, che è tra l'altro stato definito dai critici "troppo maturo" per la cantante.
Il secondo singolo estratto dall'album è Lovesick, pubblicato il 14 gennaio 2011.

## Classifiche
| Classifica (2010) | Posizione massima |
| ----------------- | ----------------- |
| Spagna            | 76                |
| Stati Uniti       | 170               |

## Tour
Per promuovere l'album la cantante ha iniziato un tour, chiamato Clap Your Hands Tour.